# 傑克·布魯斯
約翰·西蒙·阿舍·"傑克"·布魯斯（英語：John Symon Asher "Jack" Bruce，1943年5月14日—2014年10月25日），藝名傑克·布魯斯（Jack Bruce）是蘇格蘭的音樂家，歌手和詞曲作者，主要因為他是最早的超級樂團，奶油樂團的貝斯手兼歌手而聞名，另二位成員為吉他手兼歌手艾瑞克·克萊普頓和鼓手金格·貝克。2011年3月，《滾石雜誌》讀者選擇他為有史以來最偉大低音吉他手第八位。“大多數音樂家如果與艾瑞克·克萊普頓和金格·貝克結成樂團，他們將很難被發現自己突出的演奏部分，”該雜誌當時表示，“但傑克·布魯斯在低音方面非常有天賦，他很輕鬆做到了。”
布魯斯保持了幾十年的獨奏生涯，並在多個音樂組合中演奏。雖然首先被認可為主唱，貝斯手和詞曲作者，但他也演奏了低音提琴，口琴，鋼琴，大提琴和吉他。他被訓練成一位古典大提琴手，並認為自己是一位爵士音樂家，儘管他的作品和錄音作品的大部分目錄都傾向於搖滾和藍調。

## 早期生活
1943年5月14日，布魯斯出生於拉納克郡的Bishopbriggs，母親貝蒂·阿舍爾和父親查理·布魯斯，是經常移動搬遷的音樂家長，導致年輕的布魯斯轉學了14所不同的學校，最終在貝拉霍斯頓學院結束。他在青少年時期開始演奏爵士貝斯，並在蘇格蘭皇家音樂和戲劇學院學習大提琴和音樂作品時獲得獎學金，同時在吉姆麥克哈格的斯科茨維爾爵士樂團中演奏以支持自己。學院不贊成學生演奏爵士樂。“他們發現了”，布魯斯告訴音樂家記者Jim Macnie，“並說：你要嘛停下來，要嘛離開大學，所以我離開了大學。

## 職業

### 早期職業
離開學校後，他遊覽到意大利，參與默里坎貝爾大樂團演奏低音提琴。1962年，布魯斯成為倫敦藍調公司樂團的成員，由亞歷克西斯·科納領導，他在那裡演奏了低音提琴。樂團還包括風琴師格雷厄姆邦德，薩克斯演奏家迪克赫克斯托爾史密斯和鼓手貝克。1963年，這個團體分手了，布魯斯與邦德、貝克和吉他手約翰麥克勞林結成了格雷厄姆邦德四重奏組合。他們演奏了各式各樣的音樂流派，包括波普、藍調和節奏藍調。由於此時的會議作品，布魯斯從低音提琴切換到電貝斯吉他。電貝斯的轉移發生了，McLaughlin從樂團中被刪除後，他被薩克斯的Heckstall-Smith取代，樂團追求更簡潔的節奏藍調的音色，並將其改名為格雷厄姆債券組織。該集團發行了兩張錄音室專輯和幾張單曲，但沒有取得商業成功。
在布魯斯和貝克與格雷厄姆債券組織合作期間，他們因彼此敵對而聞名。有兩次破壞對方的設備和很多次在舞台上戰鬥的故事。兩人之間的關係變得如此糟糕，以至於布魯斯在1965年8月離開了這個組織。離開後，布魯斯為寶麗多唱片公司錄製了一首獨奏單曲“我是Gettin累了”。然後他加入了約翰·瑪雅和藍調破壞者樂團，該樂團以吉他手艾瑞克·克萊普頓為特色。他的留守時間很短暫，當時他沒有出現在任何發行唱片版中，儘管有他參與的錄音作品在稍後發布，在回顧 (約翰·瑪雅專輯)和Primal Solos專輯中演奏。
在離開藍調破壞者樂團之後，布魯斯在1966年成為曼弗雷德曼樂團的成員，而獲得了他的第一次商業成功，其中包括在英國單曲榜上排名第一的“漂亮的火烈鳥”(他職業生涯中的兩個頭號紀錄之一，另一個是未經證實在低音上部分的腳手架組合的粉紅色百合）以及滑行自如和突破性技巧融合爵士樂錄製的樂器庇護。當VH1在採訪展示經典專輯迪斯雷利齒輪的版本特色時，約翰·瑪雅說，布魯斯被曼弗雷德曼樂團的商業成功的豐厚利潤所吸引，而曼弗雷德曼樂團的曼弗雷德·曼恩本人回憶說，布魯斯沒有排練而是參加錄音會議，但沒有錯誤的直接演奏錄製歌曲，評論說，或許和弦的變化似乎對布魯斯來說是容易掌握的。
經過了曼弗雷德曼樂團成功的帶領下，布魯斯與艾瑞克·克萊普頓合作成為艾瑞克·克萊普頓和發電廠的成員，同時還將斯賓塞·戴維斯樂團的聲樂家史蒂夫·溫伍德的特徵稱為“史蒂夫盎格魯(Steve Anglo)”。Elektra唱片公司採用的“What's Shakin”專輯中包含三首歌曲，其中兩首歌曲“十字路口藍調”和“Steppin'Out”成為他下一個團體奶油樂團的現場作品。

## 外部連結
- 官方网站
- Original Smiles & Grins Jack Bruce Club
- 傑克·布魯斯在互联网电影资料库（IMDb）上的資料（英文）